# Enrique Pérez Serantes

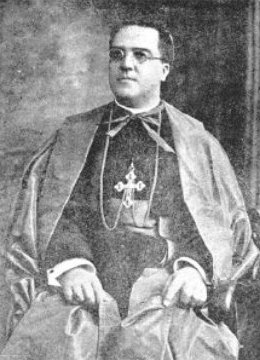
Bischof Enrique Pérez Serantes

Enrique Pérez Serantes (* 29. November 1883 in Tui, Galicien, Spanien; † 18. April 1968 in Santiago de Cuba) war ein kubanischer Geistlicher und Erzbischof von Santiago de Cuba.

## Leben

### Frühe Jahre
Bereits als Kind gelangte Enrique Pérez Serantes nach Kuba. Seine erste Bildung erhielt er am Kleinen Seminar von Ourense. Er kam 1901 nach Kuba und trat in das Priesterseminar von Havanna ein. Der Erzbischof von Santiago de Cuba, Francisco de Paula Barnada, schickte ihn zum Abschluss seiner kirchlichen Laufbahn an das Päpstliche Kolleg Pio Latino in Rom. Enrique Pérez Serantes promovierte in Philosophie und Theologie an der Päpstlichen Universität Gregoriana. 1910 kehrte er nach Havanna zurück und wurde Professor am Seminar von San Carlos y San Ambrosio.

### Priestertum
Er empfing am 10. September 1910 in der Kapelle des Priesterseminars von Havanna durch Pedro González Estrada, Bischof von Havanna, die Priesterweihe. Von 1910 bis 1916 hatte er die Lehrstühle für Latein, Geschichte, Philosophie und Theologie am Seminar von Havanna inne. Im Januar 1916 wurde er vom Bischof von Camagüey Valentín Zubizarreta Unamunsaga OCD zum Generalvikar der Diözese Cienfuegos ernannt.

### Bischofsamt und Tod
Er wurde am 24. Februar 1922 von Papst Pius XI. zum Bischof von Camagüey ernannt. Die Bischofsweihe spendete ihm am 13. August 1922 in der Kathedrale von Cienfuegos Valentín Zubizarreta y Unamunzaga OCD, Bischof von Cienfuegos; Mitkonsekratoren waren Severiano Saínz y Bencomo, Bischof von Matanzas, und Manuel Ruíz y Rodríguez, Bischof von Pinar del Río, Nachfolger von Bischof Zubizarreta, der am selben Tag in die Diözese Cienfuegos versetzt wurde. Enrique Pérez Serantes nahm am darauffolgenden 2. September seine Diözese in Besitz. Am 11. Dezember 1948 wurde er als Nachfolger des kurz zuvor verstorbenen Bischofs Zubizarreta zum Erzbischof von Santiago de Cuba ernannt. Nach dem Angriff auf die Moncada-Kaserne am 26. Juli 1953 intervenierte er, um das Leben von Fidel Castro und dessen Gefährten zu retten. 1967 reichte er in Übereinstimmung mit den Normen des Zweiten Vatikanischen Konzils aus Altersgründen seinen Rücktritt ein, den Papst Paul VI. jedoch nicht akzeptierte.
Enrique Pérez Serantes starb am Donnerstag, den 18. April 1968 in Santiago de Cuba. „Die Provinzbehörden waren während der drei oder vier Tage seiner Krankheit und während der anderthalb Tage, die die Totenwache dauerte, sehr aufmerksam. Der erste Blumenkranz war der des Ministerrats, dann der der Partei und der des Kommissars. Der Trauerzug nahm acht lange Blocks ein. Hinter dem Leichenwagen die assistierenden Bischöfe, dann die Behörden, dann der Domchor. Antiphon um Antiphon hallte durch die Straßen von Santiago, Psalmen, die zuvor in der Kathedrale geprobt worden waren. […] Ganz Santiago nahm teil, unabhängig von politischen Ideologien.“